# Music Drive: Chase The Beat
Music Drive: Chase The Beat é um jogo de ação e corrida com elementos de ritmo brasileiro, desenvolvido pelo estúdio independente Salve Game Studio e publicado pela QUByte Interactive. O jogo foi anunciado em 16 de junho de 2025 e lançado em 3 de julho de 2025 para Microsoft Windows, Xbox One, Xbox Series X/S, Nintendo Switch, PlayStation 4 e PlayStation 5.

## Enredo
A narrativa gira em torno do roubo de discos rígidos contendo músicas inéditas por uma gangue que pretende monopolizar o mercado musical. O jogador assume o controle de Tina, motorista de fuga, e Tunner, atirador de elite, em perseguições sincronizadas com ritmos urbanos.

## Jogabilidade
O jogo combina direção em terceira pessoa com combate, exigindo que o jogador dirija em alta velocidade enquanto atira em veículos inimigos. O sistema de perseguição apresenta inteligência artificial dinâmica e imprevisível.
O visual é low‑poly, urbano e retrô, evocando os jogos clássicos dos anos 90.

## Trilha sonora
A trilha original foi composta pelo rapper brasileiro NP Vocal, trazendo autenticidade e ritmo característico do ambiente das favelas. O jogo foi projetado para servir de vitrine a novos artistas, com atualizações programadas para incluir faixas emergentes.

## Desenvolvimento e publicação
Idealizado por Guilherme Cândido do Salve Game Studio ao longo de quatro anos, o projeto recebeu suporte da QUByte Interactive, reconhecida no cenário independente brasileiro.

## Lançamento
O jogo foi revelado com o lançamento de trailer, divulgado em 26 de junho de 2025 e chegou ao mercado digitalmente em 3 de julho de 2025 em todas as plataformas principais.

## Recepção
A crítica especializada elogiou a apresentação, trilha sonora e o estilo retrô, ainda que tenha mencionado repetição em seu sistema jugável. A experiência cultural e visual foi destacada por sites como Retro News e TheXboxHub.